# Alfred Boucher
Pour les articles homonymes, voir Boucher.
Alfred Boucher, né le 23 septembre 1850 à Bouy-sur-Orvin  et mort à Aix-les-Bains le 18 août 1934, est un sculpteur et peintre français. Il jouit de son vivant d'une grande reconnaissance et obtint de nombreuses commandes publiques. Il fut le professeur de Camille Claudel et le fondateur de la cité d'artistes La Ruche à Paris.

## Biographie

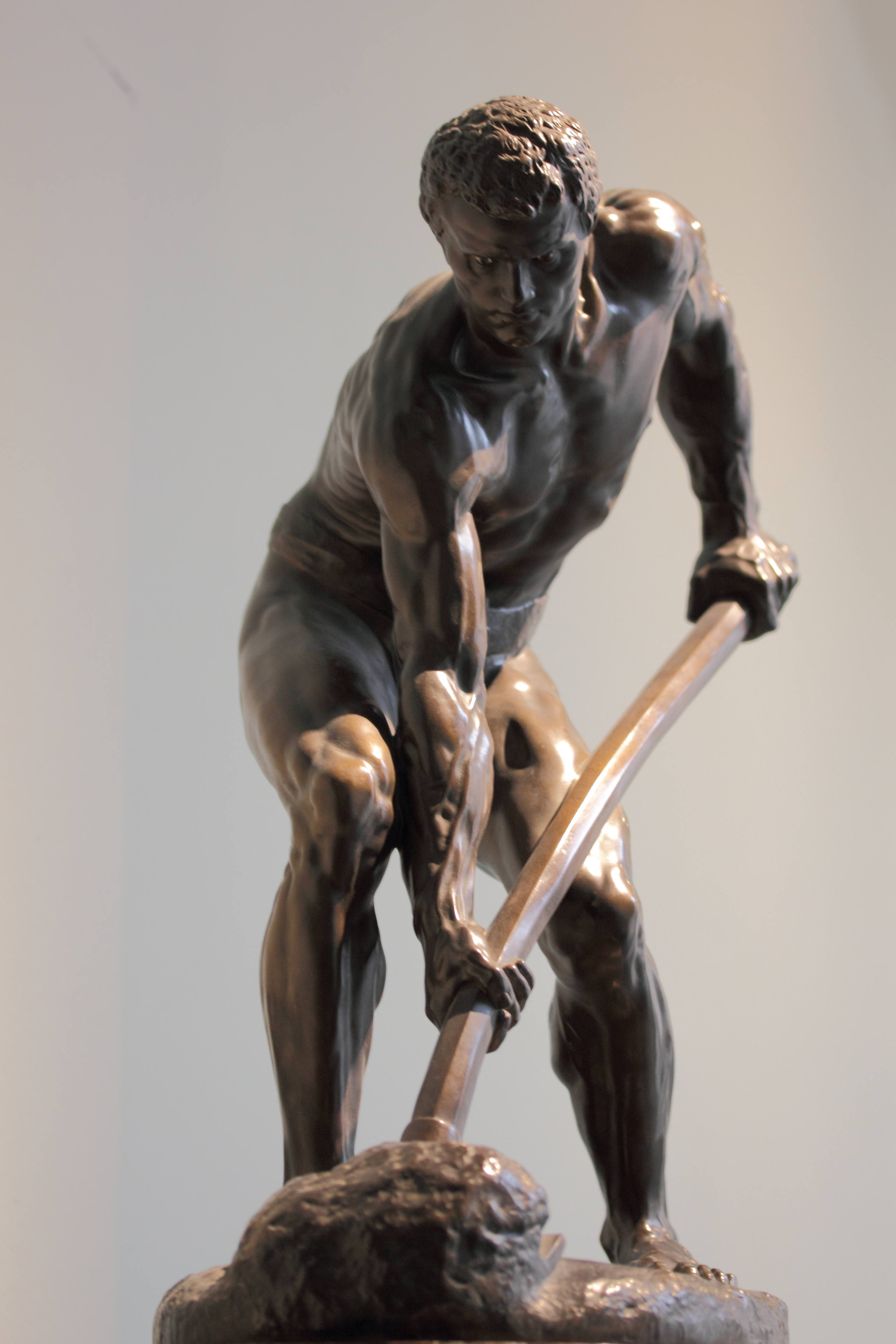
Le Terrassier, musée des beaux-arts de Rennes.

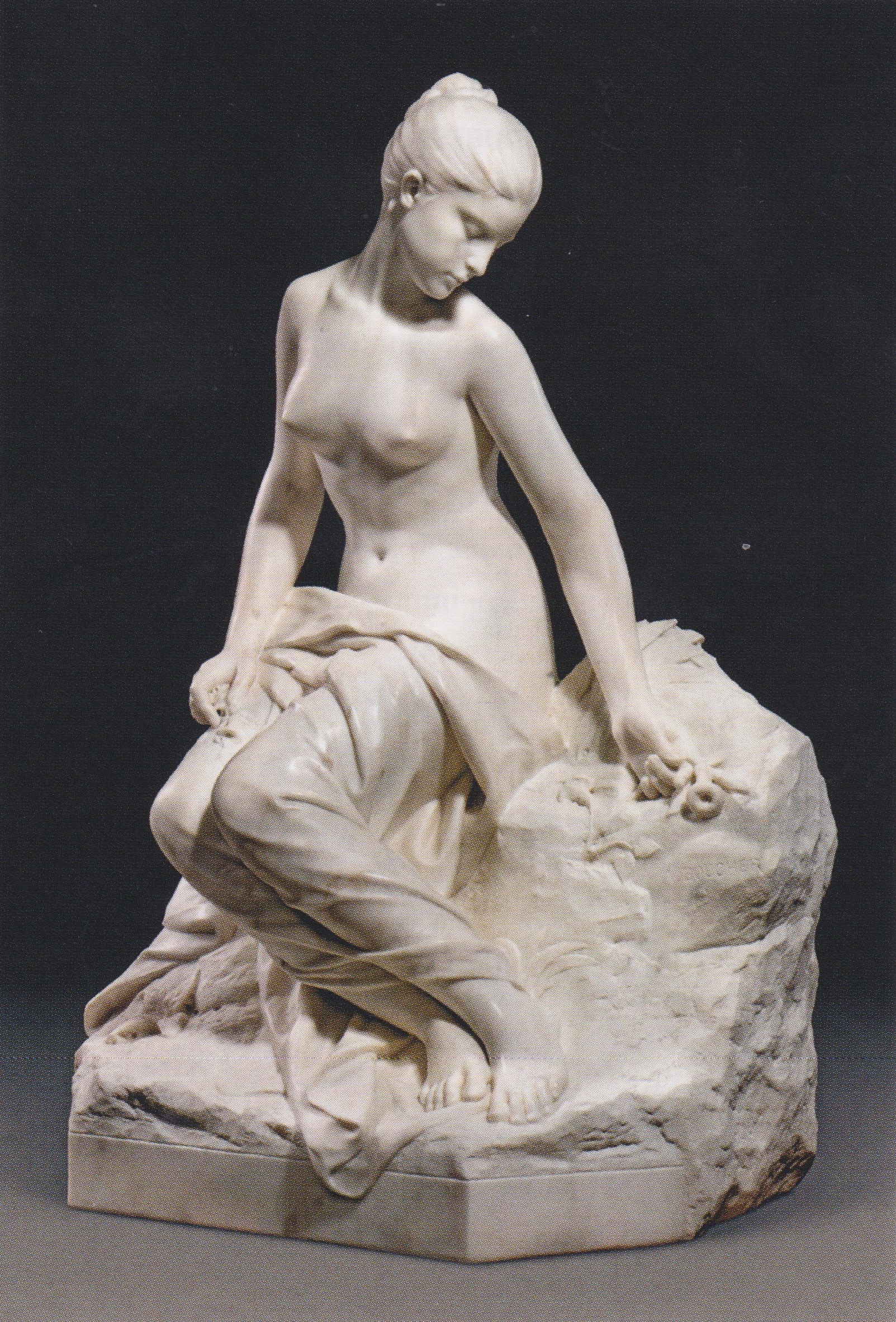
Volubilis, c. 1897, musée Camille Claudel, Nogent-sur-Seine.

Le père d'Alfred Boucher, ouvrier agricole à Bouy-sur-Orvin, s'installe à Nogent-sur-Seine (quartier du Champ Calot) en 1859 au service du sculpteur Joseph Marius Ramus. Remarqué par l'artiste dont il devient l'assistant, l'adolescent est présenté au sculpteur Paul Dubois, natif de Nogent-sur-Seine, qui l'encourage dans sa vocation d'artiste.
Soutenu par des bourses de sa ville et de son département, Alfred Boucher entre à l'École des beaux-arts de Paris en 1869 et suit les cours de Paul Dubois et d'Auguste Dumont. Malgré un double échec au premier prix de Rome, il reçoit  le second prix de sculpture en 1876. Il séjournera longuement en Italie par deux fois, en 1877-1878 et 1883-1884 .
Le Salon de 1881 le couronne pour La Piété filiale. Dès lors sa célébrité s'accroît par la diffusion de réductions en bronze de ses œuvres et par les très nombreux bustes qu'il réalise : il immortalise aussi bien des hommes de sciences comme Laennec, des hommes de lettres comme Maupassant, que des personnalités politiques comme le roi de Grèce Georges Ier ou le président Jean Casimir-Perier, et beaucoup d'autres.
Il devient l'un des artistes français les plus sollicités par les commandes publiques et aborde avec succès différents sujets. Dans une veine réaliste, il exprime le goût de son époque pour l'Antiquité et l'olympisme renaissant avec son groupe de coureurs à pied intitulé Au but ! ou Les Coureurs, groupe d'un parfait équilibre. Les trois hommes répètent le même mouvement mais à quelques centimètres d'intervalle, le dédoublement des gestes provoque un dynamisme. L'œuvre est primée au Salon de 1886 à Paris, puis reçoit une médaille à l'Exposition universelle de 1889. Une version de grande taille (2 mètres) réalisée en bronze est installée dans le jardin du Luxembourg à Paris mais sera envoyée à la fonte sous le régime de Vichy. En 1913, une copie de ce groupe est installée à Bucarest où il obtient la qualité de monument historique. En 2018 en France, un projet de refonte du groupe est envisagé. Dans le même esprit, il représente le lanceur de disque Gustave Huot en discobole antique sur une médaille.
Il aborde également, comme certains confrères de l'époque (Jules Dalou, Constantin Meunier, Paul Richer…), des sujets sociaux et naturalistes en représentant les hommes au travail avec Le Terrassier ou La Petite Moissonneuse.

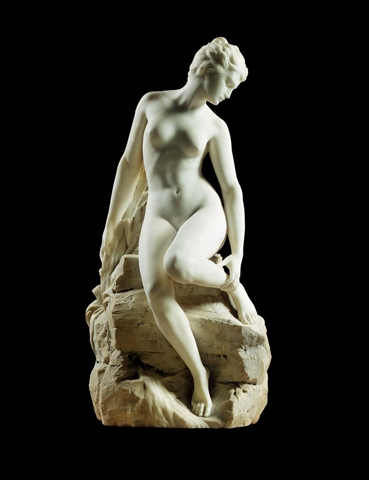
Baigneuse, Nogent-sur-Seine, musée Camille-Claudel.

Il préfère cependant des thèmes plus poétiques en associant nature, nu féminin et mythologie comme dans la série des Volubilis et des Baigneuses. Ces sujets décoratifs furent diffusés par des reproductions en bronze, en marbre ou en porcelaine de Sèvres.
Apprécié par la bourgeoisie fortunée et par les autorités politiques, il s'installe à Aix-les-Bains en 1889 en conservant son atelier parisien, et honore de nombreuses commandes de monuments commémoratifs. On peut citer comme exemple la chapelle funéraire de la famille Hériot en 1899 à La Boissière-École et la chapelle funéraire de la famille de Caulaincourt de Vicence ("La Duchesse de Vicence") en 1894 à Caulaincourt, ou la sépulture du ministre lyonnais Auguste Burdeau à Paris au cimetière du Père-Lachaise. Parallèlement, il peint quelques toiles[réf. nécessaire].
Au sommet de sa célébrité, il est couronné par le grand prix de sculpture de l'Exposition universelle de 1900. Après la Grande Guerre, utilisant un nouveau matériau, le ciment armé, Alfred Boucher réalise encore, à la fin de sa vie, les monuments aux morts de Nogent-sur-Seine (1920), et d'Aix-les-Bains (1922).
Fidèle à la ville qui l'avait soutenu dans ses années de formation, il fonde, en 1902 à Nogent-sur-Seine, le musée Paul Dubois-Alfred Boucher, devenu musée Camille-Claudel en 2017, qui abrite un fonds de ses œuvres. Généreux et philanthrope, il crée aussi, la même année, la cité parisienne de la Ruche pour aider les jeunes artistes en faisant aménager pour eux des ateliers dans le quartier du Montparnasse en récupérant un pavillon de l'Exposition universelle de 1900.
Il a aussi un rôle de formateur de la jeune génération et encourage les talents de Laure Coutan ou de Camille Claudel qui réalise un buste de son premier maître, ou encore de Louis Morel, qui deviendra le collaborateur et praticien d'Auguste Renoir à Essoyes.
À sa mort, Alfred Boucher est inhumé au cimetière de Nogent-sur-Seine. Un buste de sa femme, Élise, orne son tombeau, ainsi qu'une représentation du visage de sa mère, à la base du monument.
En 1935, une rétrospective de son œuvre l'honore à Paris. En 2017, une grande partie de ses œuvres exposées dans le musée qui lui était dédié est remisée en réserve pour mettre en valeur celles de Camille Claudel. Toutefois, une exposition "Alfred Boucher, de l'atelier au musée" est organisée au musée Camille Claudel en 2024.

## Œuvres dans les collections publiques
En France
- Aix-les-Bains : Monument aux morts, 1922.
- Avallon, musée d'Avallon : Jason décroche la Toison d'Or, 1876, plâtre.
- Besançon, promenade Granvelle : Monument à Adolphe Veil-Picard, 1924.
- Bouy-sur-Orvin :
  - La Tendresse ;
  - L'Hiver, 1906.
- Caulaincourt, chapelle funéraire de la famille de Vicence-de Caulaincourt : La Duchesse de Vicence, 1894, marbre.
- Évian-les-Bains : Monument aux morts, 1922.
- Fécamp, Les Pêcheries-Musée de Fécamp : La Bouillie, 1880, bronze.
- La Boissière-École : chapelle funéraire de la famille Hériot, 1899.
- La Rochelle, hôtel de ville : L'Agriculture, ou Vendanges, 1888, statue en pierre.
- Lyon :
  - jardin botanique : Auguste Burdeau, 1903.
  - place Ollier : Monument à Louis Léopold Ollier, 1904.
- Nogent-sur-Marne : Monument aux morts, 1920.
- Nogent-sur-Seine :
  - Monument aux morts, 1920.
  - musée Camille-Claudel :

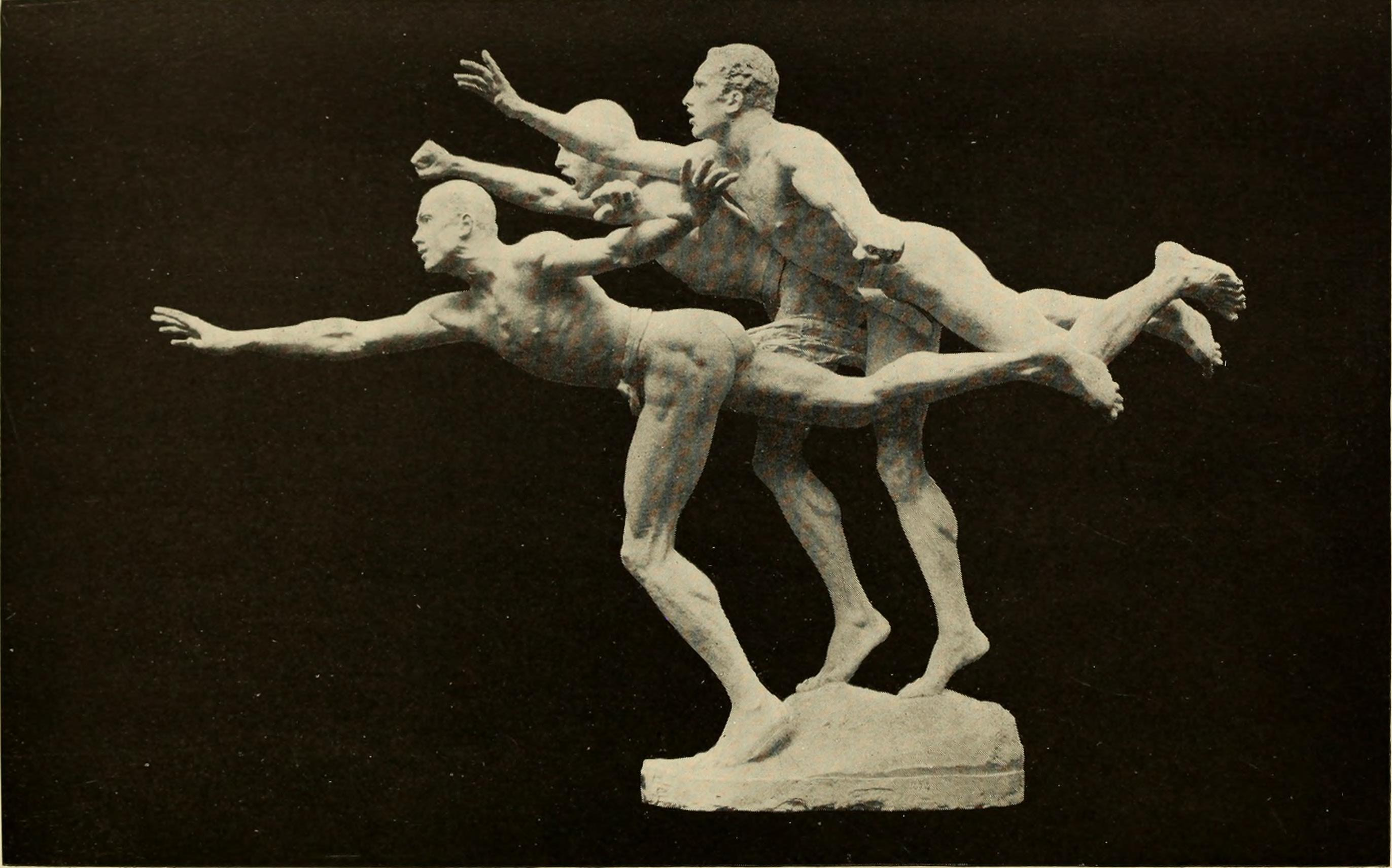
Modèle en plâtre du groupe Au But présenté au Salon de 1886.

- -     - Au But, 1889, réduction en bronze du groupe détruit en 1942.
    - La Piété filiale, 1881 ;
    - Buste d'homme, 1869 ;
    - Antonin Dubost, buste en bronze ;
    - À la terre, marbre ;
    - Le Bûcheron ;
    - Le Forgeron, 1881, plâtre ;
    - Diane surprise au bain, ou La Baigneuse, marbre ;
    - Ballerina ;
    - Le Repos, porcelaine ;
    - La Père Rivière, 1874, buste en plâtre ;
    - Le Professeur Collin, 1875 ;
    - Jason décroche la Toison d'Or, 1876, bronze ;
    - Camille lisant, 1876, plâtre teinté ;
    - Volubilis, 1879-1896, marbre ;
    - Julien Boucher, 1880, bronze ;
    - Docteur Pujet, 1881, buste en terre cuite ;
    - Alfred Boucher, bronze, 1881 ;
    - Pitié filiale, bronze offert par l'artiste à la ville de Nogent-sur-Seine, œuvre détruite en 1943 et rééditée en 2000 par la municipalité ;
    - Madame Dupuytren, 1882, plâtre ;
    - Le Sculpteur florentin, 1883, bronze ;
    - La Tendresse, 1899, groupe en grès.
- Paris :
  - cimetière du Père-Lachaise : 
    - L'Inspiration, Le Travail, La Petite Boucher, 1894, trois statues en bronze ornant la sépulture de Ferdinand Barbedienne ; 
    - Sépulture du médecin Théodore Keller (1845-1898) ;
    - Marguerite Poccardi (1912-1920);
    - Auguste Burdeau, 1901, buste en bronze, et allégorie de La Postérité et Jeune fille écrivant, ornant la sépulture du ministre.

  - cimetière de  Passy :
    - Minerve, portrait de Liane Degaby, danseuse de music-hall, ornant la tombe de son mari André Laval.

  - croisement des rues Eugène-Flachat, Alfred-Roll et du boulevard Pereire : Monument à l'ingénieur Eugène Flachat, 1897.
  - Grand Palais : L'Inspiration, ou La Peinture, 1900, groupe en pierre à droite de l'entrée principale.
  - musée Galliera : L'Effort, 1892, marbre.
  - musée d'Orsay : Volubilis, marbre.
  - musée Rodin : Camille Claudel lisant.
  - rue de Lutèce : Monument à Théophraste Renaudot (inauguré en 1893, fondue en 1942)
- Pau, Musée des beaux-arts : Le Repos, 1890, marbre.
- Roubaix, La Piscine :
  - La Tendresse, 1899, groupe en grès ;
  - Les Nymphes de la Seine, 1897, colonne et haut-relief.
- Saint-Benoît-de-Carmaux : À la Terre.
- Strasbourg, musée d'Art moderne et contemporain : Au but !, ou Les Coureurs, réduction en bronze.
- Troyes, 
  - musée des beaux-arts : 
    - La Mort de Caton d'Utique, 1878, plâtre, concours du prix de Rome ;
    - M. Bertrand, ancien procureur général à la cour de Paris, 1875, marbre et plâtre ;
    - Adam au paradis terrestre, 1875, plâtre ;
    - Amédée Pichot ;
    - Arsène Thévenot, 1869, buste en plâtre ;
    - Madame Dupuytren, 1882, marbre ;
    - Enfant à la Fontaine, 1874, plâtre ;
    - Tireur d'Arc, 1874, plâtre ;
    - Buste de femme aux cheveux épars, 1875, plâtre ;
    - Caïn et Abel, 1875, bas-relief ;
    - Cléopâtre, 1875, bas-relief ;
    - Ève cueillant la pomme, 1875, bas-relief ;
    - Le Sacrifice d'Abraham, 1875, bas-relief en plâtre et terre cuite ;
    - Portrait de Julien Boucher, père de l'artiste, plâtre ;
    - Le jeune Tobie rendant la vue à son père aveugle, 1879, bas-relief ;
    - Julien Boucher, 1880, plâtre ;
    - Académie d'homme assis, 1882, plâtre ;
    - Faune tenant un enfant, 1882, groupe en plâtre ;
    - Laennec découvrant l'auscultation, 1884, plâtre ;
    - Aux champs, marbre ;
    - La Tendresse, 1891, groupe en marbre ;
    - La duchesse Vicente, 1894, buste en plâtre ;
    - Amédée Pichot, 1896, buste en plâtre ;
    - Faune et faunesse, vers 1899, marbre ;
    - Le Repos, modèle en plâtre ;
    - Au but !, ou Les Coureurs, 1875, groupe en plâtre ;

  - Monument aux enfants de l'Aube, monument aux morts.
- Vizille, musée de la Révolution française : Jean Casimir-Perier, 1894, buste en marbre.

En Iran
- Téhéran, ambassade de France : la Petite Boucher.

Œuvres d'Alfred Boucher
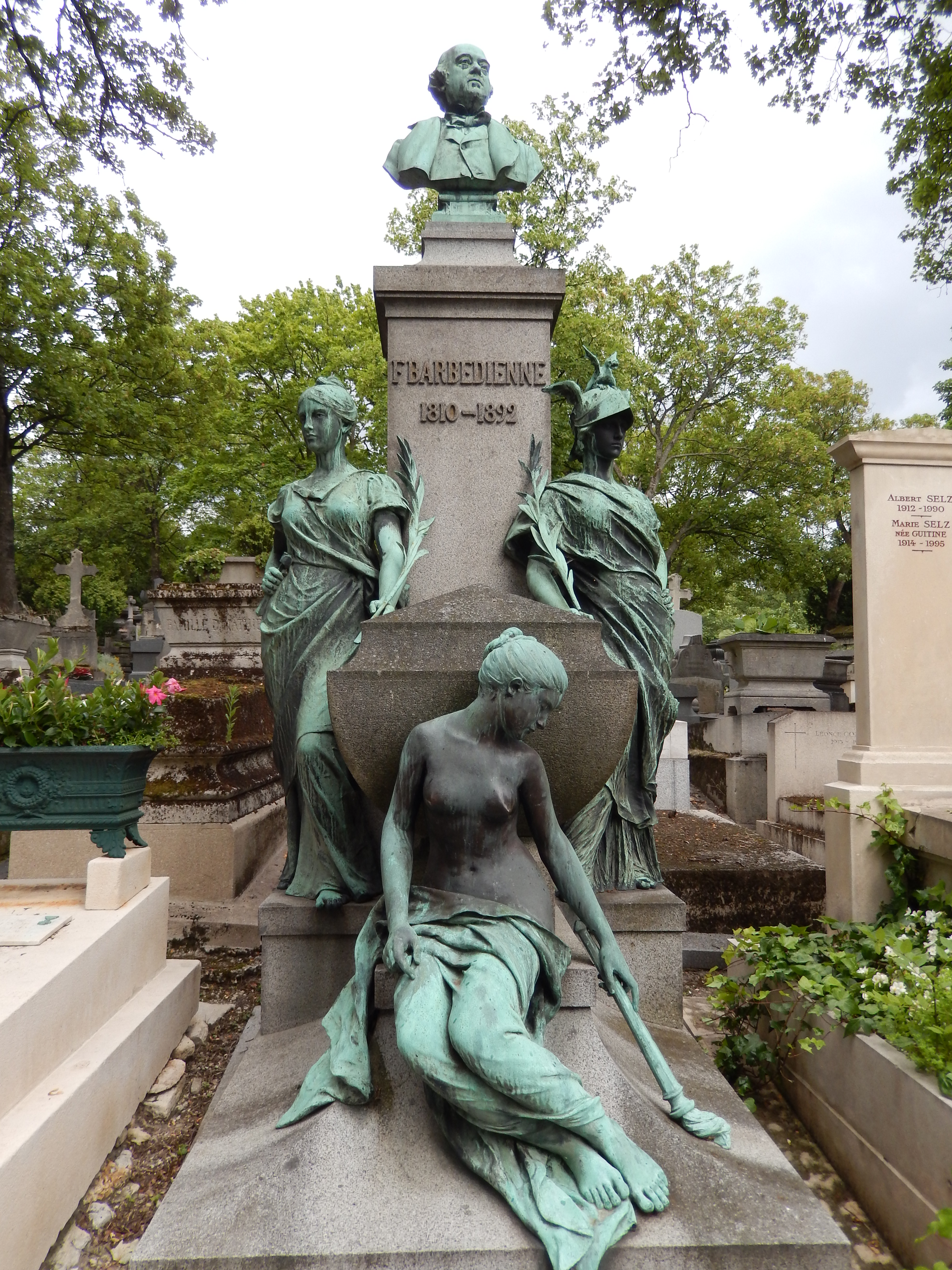
Tombeau de Ferdinand Barbedienne (1894), Paris, cimetière du Père-Lachaise.
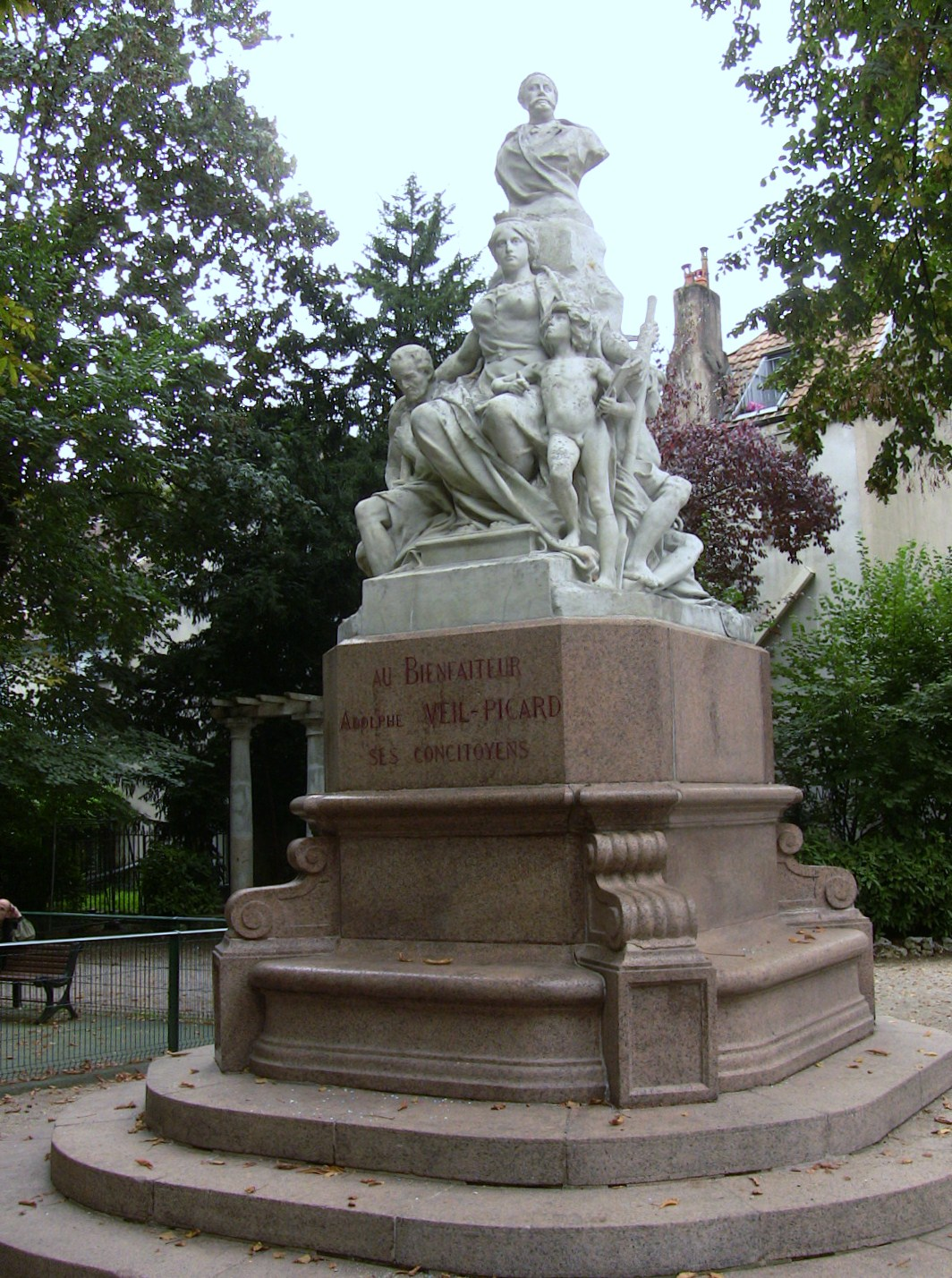
Monument à Adolphe Veil-Picard (1924), Besançon.
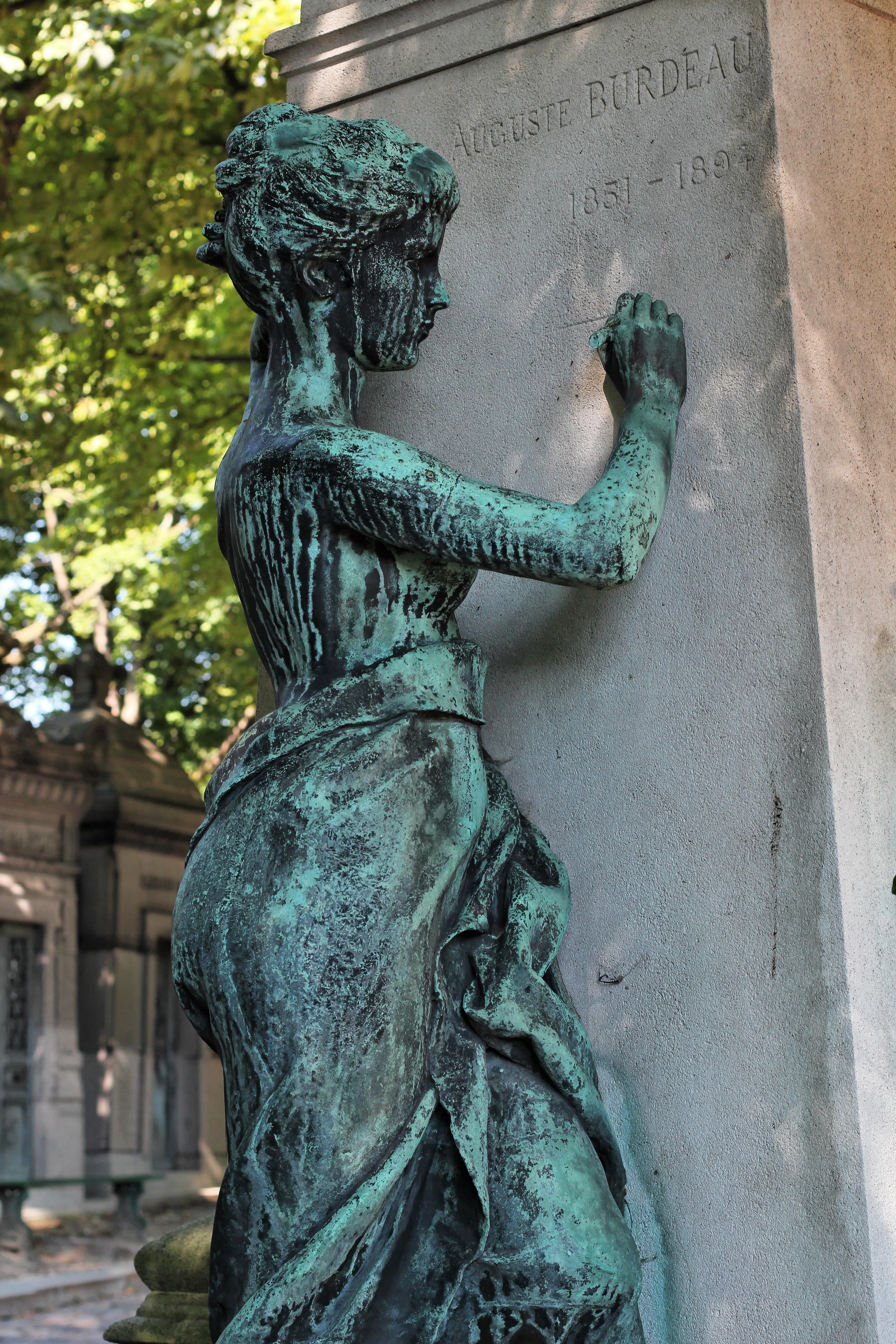
Détail de la sépulture d'Auguste Burdeau, Paris, cimetière du Père-Lachaise.
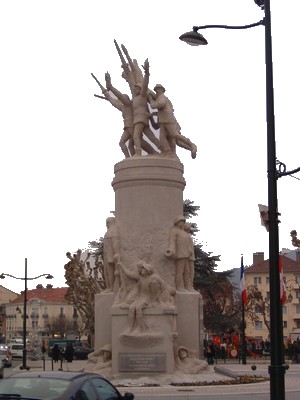
Monument aux morts (1922), Aix-les-Bains.
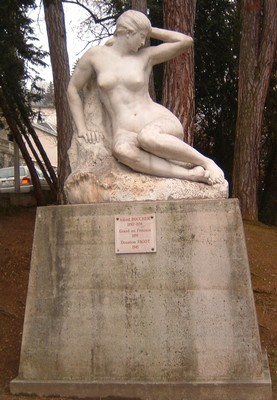
Grand Nu féminin (1895), Aix-les-Bains, parc du musée Faure.
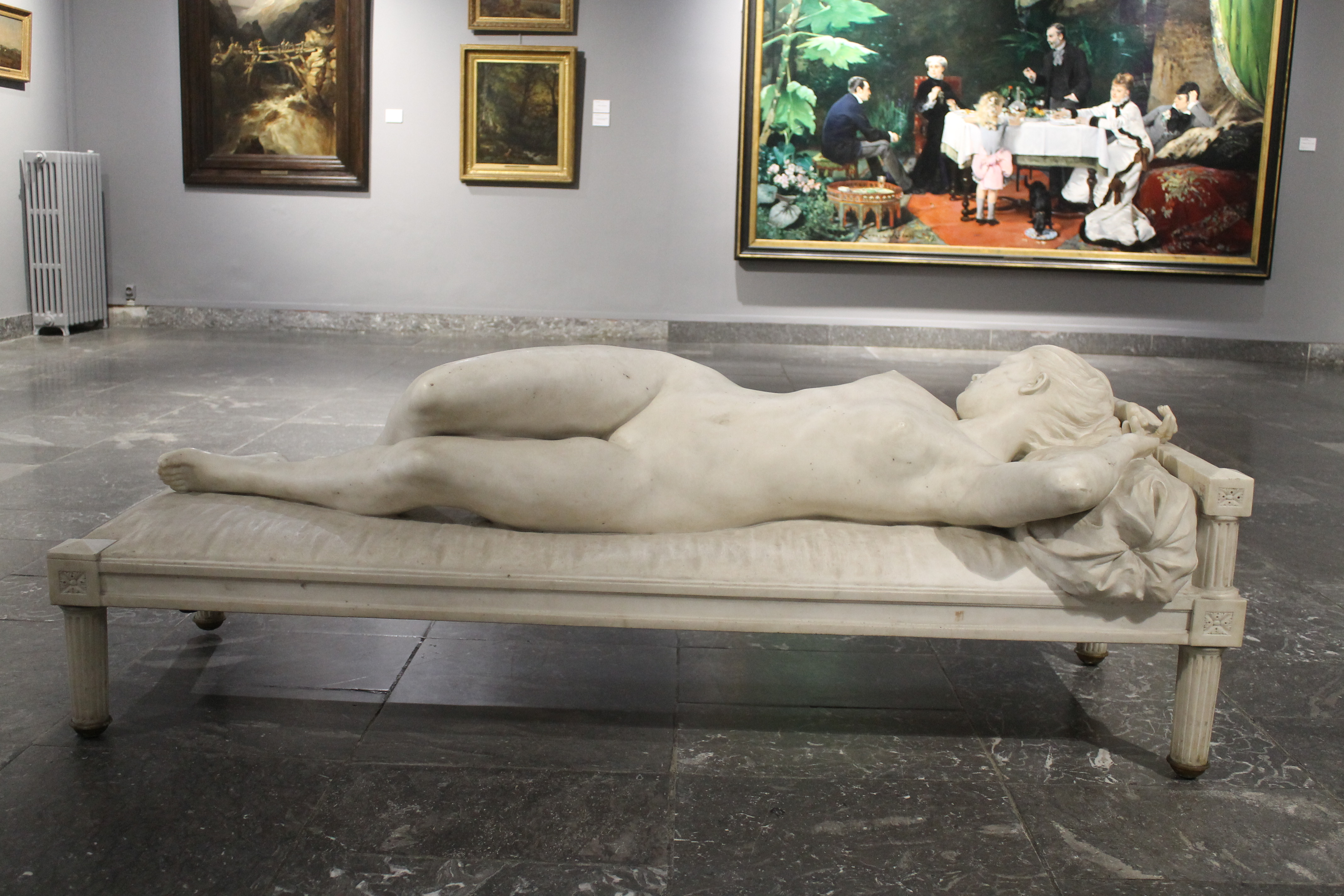
Le Repos (1892), musée des beaux-arts de Pau.

## Salons
- Salon des artistes français :
  - 1874 : Enfant à la fontaine ;
  - 1878 : Ève après la faute, plâtre ;
  - 1881 : Pitié filiale, plâtre ;
  - 1882 : Madame Dupuytren, plâtre ;
  - 1886 : Au but !, groupe en bronze, récompensé au Salon de la même année. Installé à Paris au jardin du Luxembourg, envoyé à la fonte par l'occupant allemand en 1942 ;
  - 1897 : Jean Casimir-Perier, ancien président de la République, buste en plâtre ; La Faneuse, marbre.
  - 1912 : Minerve se préparant à partir au combat ; statue patriotique appelée S'il le faut[5],[6].
  - 1921 : Monument aux morts d'Aix-les-Bains ;

## Récompenses et distinctions
- 1876 : second prix de Rome pour Jason enlevant la Toison d’Or.
- 1880 : L'Amour Filial, prix du Salon des artistes français de 1880.
- 1886 : Au but !, primé au Salon de 1886.
- 1900 : grand prix de sculpture de l'Exposition universelle.
- Chevalier de la Légion d'honneur 31 décembre 1887.
- Officier de la Légion d'honneur 3 avril 1894.
- Commandeur de la Légion d'honneur 11 octobre 1906.
- Grand officier de la Légion d'honneur 29 mars 1925[7],[8].

## Élèves
- Camille Claudel
- Laure Coutan
- Louis Morel
- Max Bezner, sculpteur allemand (1883-1953), souvent exposé au Salon des Artistes français avant 1914